# Araegeus fornasinii
Araegeus fornasinii är en spindelart som först beskrevs av Pietro Pavesi 1881.  Araegeus fornasinii ingår i släktet Araegeus och familjen hoppspindlar. Inga underarter finns listade i Catalogue of Life.